# Bahar Soomekh
Bahar Soomekh (in persiano: بهار سومخ; Teheran, 30 marzo 1975) è un'attrice iraniana naturalizzata statunitense, attivista politica e vincitrice di uno Screen Actors Guild Award.

## Biografia
Soomekh nasce a Teheran, in Iran, il 30 marzo del 1975 da una famiglia ebraica. Suo padre è originario di Hamadan mentre sua madre di Teheran. Il cognome "Soomekh" è piuttosto diffuso nella comunità ebraico-iraniana mentre il suo nome, "Bahar", in persiano significa "primavera", e simboleggia "una nuova vita". Nel 1979, quando Bahar non ha che quattro anni, la sua famiglia emigra negli Stati Uniti, a Los Angeles (in California), per sfuggire alla Rivoluzione iraniana scatenatasi nel paese. Nel nuovo paese frequenta la Sinai Akiba Academy a Yeshiva e la Beverly Hills High School, dove impara a suonare il violino in una scuola d'orchestra per un periodo di 13 anni. Attualmente parla un fluente inglese, persiano, spagnolo e un discreto ebraico. Dopo aver approfondito gli studi nella University of California di Santa Barbara (California), ottiene nel 1993 il diploma della Beverly Hills High School, intraprendendo numerosi viaggi in Europa. Ritornata a Los Angeles, è costretta a trovare un lavoro per coprire il debito del viaggio. Non soddisfatta del nuovo lavoro, inizierà il mestiere dell'insegnante in scuole serali.

## Filmografia parziale

### Cinema
- Crash - Contatto fisico (Crash), regia di Paul Haggis (2004)
- Mission: Impossible III, regia di J. J. Abrams (2006)
- Saw III - L'enigma senza fine (Saw III), regia di Darren Lynn Bousman (2006)
- Saw IV, regia di Darren Lynn Bousman (2007)

### Televisione
- Senza traccia (Without a Trace) – serie TV, 1 episodio (2002)
- Castle – serie TV, episodi 3x16-3x17 (2011)
- Parenthood – serie TV, episodio 4x03 (2012)

## Doppiatrici italiane
- Cinzia De Carolis in Saw III - L'enigma senza fine, Saw IV
- Eleonora De Angelis in Ghost Whisperer - Presenze
- Tatiana Dessi in Castle
- Domitilla D'Amico in Perception